# رشته‌کوه یودوما-مایا
رشته‌کوه یودوما-مایا (روسی: Юдомо-Майское нагорье، آوانگاری Yudomo-Maiskoye Nagorye) یک رشته‌کوه در استان یاقوتستان کشور روسیه است.